# 에델미로 몰리나리
에델미로 몰리나리(스페인어: Edelmiro Molinari, 1947년 7월 8일 ~ 현재)는 아르헨티나의 작곡가, 가수, 기타리스트이자 프로듀서로, 아르헨티나 록에 한 획을 그은 그룹 알멘드라에서 루이스 알베르토 스피네타, 로돌포 가르시아, 에밀리오 델 게르시오와 함께 활동하였다. 아르헨티나의 롤링 스톤에서는 가장 뛰어난 기타리스트 1위에 몰리나리를 선정하였다.

## 디스코그래피

### 알멘드라
- Almendra (1969)
- Almendra II (1970)
- Almendra en Obras I (1980)
- Almendra en Obras II (1980)
- El valle interior (1980)

### 컬러 우마노
- Color Humano (1972)
- Color Humano 2 (1973)
- Color Humano 3 (1973)
- En el Roxy (1995)

### 리카르도 술레
- Romances de Gesta (1982)

### 솔리스타
- Edelmiro y la Galletita (1983)
- Expreso de aqua santa (2006)
- Contacto 2012 (2012)